# Ringwood (Illinois)
Ringwood es una villa ubicada en el condado de McHenry en el estado estadounidense de Illinois. En el Censo de 2010 tenía una población de 836 habitantes y una densidad poblacional de 83,71 personas por km².

## Geografía
Ringwood se encuentra ubicada en las coordenadas 42°23′51″N 88°18′12″O / 42.39750, -88.30333. Según la Oficina del Censo de los Estados Unidos, Ringwood tiene una superficie total de 9.99 km², de la cual 9.99 km² corresponden a tierra firme y (0%) 0 km² es agua.

## Demografía
Según el censo de 2010, había 836 personas residiendo en Ringwood. La densidad de población era de 83,71 hab./km². De los 836 habitantes, Ringwood estaba compuesto por el 96.17% blancos, el 0.84% eran afroamericanos, el 0% eran amerindios, el 0.24% eran asiáticos, el 0% eran isleños del Pacífico, el 0.6% eran de otras razas y el 2.15% pertenecían a dos o más razas. Del total de la población el 2.99% eran hispanos o latinos de cualquier raza.